# تراشیدن پروستات از راه مجرای ادرار

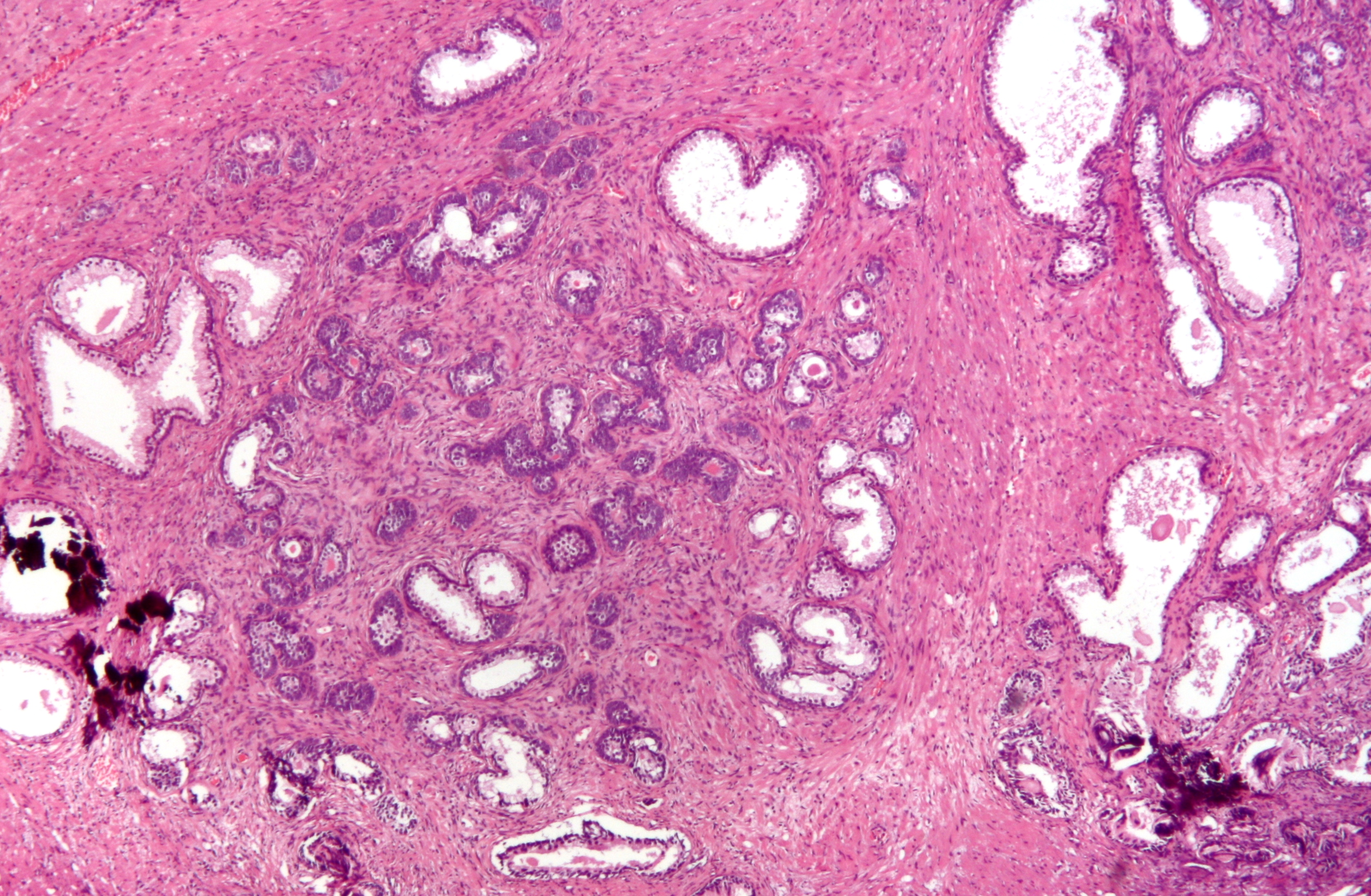
تراشیدن پروستات از راه مجرای ادرار

تراشیدن پروستات از راه مجرای ادرار (به انگلیسی: Transurethral Resection of the Prostate) که معمولاً با نام مخفف آن تِرپ (به انگلیسی: TURP) - و به ندرت (به انگلیسی: Transurethral Prostate Resection, TUPR) - شناخته می‌شود، یک عمل جراحی اورولوژی است. این نوع از عمل جراحی برای درمان عوارض ناشی از بزرگی پروستات (به انگلیسی: BPH) به کار می‌رود. همانطور که از نام این روش جراحی بر می‌آید، این عمل با رویت پروستات و دسترسی به آن از داخل مسیر مجرای ادراری انجام می‌شود و در طی آن، قسمتی از بافت پروستات با روش الکتروکوتری یا برش با تیغ جراحی برداشته می‌شود. این عمل جراحی، معمولاً به عنوان مؤثرترین روش برای درمان BPH در نظر گرفته می‌شود و با بی‌حسی نخاعی یا بی‌هوشی کامل انجام می‌شود. بعد از انجام عمل، به‌طور موقت یک سوند ادراری در مجرای ادراری قرار داده می‌شود تا جریان ادرار برقرار شده و مثانه تخلیه شود. نتیجه این عمل برای 80-90% بیماران BPH، عالی ارزیابی می‌شود.

## موارد استفاده
بزرگی پروستات (هایپرپلازی خوش‌خیم پروستات) معمولاً در ابتدا با دارو درمان می‌شود. درمان دارویی با تجویز یکی از انواع آنتاگونیست‌های آلفا مانند تامسولوسین یا یکی از انواع مهارکننده ۵ آلفا ردوکتاز مانند فیناستراید یا دوتاستراید انجام می‌شود. اگر درمان دارویی علایم ادراری بیمار را کاهش ندهد، پس از بررسی دقیق پروستات و مثانه با سیستوسکوپ، ممکن است عمل جراحی ترپ به عنوان روش درمانی در نظر گرفته شود. 

## روش استفاده
1. ابتدا با عبور دستگاه رزکتوسکوپ از درون پیشابراه جراح قادر است پروستات بزرگ شده را ببیند و سپس قسمتی از آن که باعث انسداد شده‌است را بتراشد.
2. حلقهٔ فلزی در انتهای رزکتوسکوپ بافت اضافی پروستات را می‌تراشد.
3. بافت جراحی شده توسط رزوکتوسکوپ بیرون کشیده می‌شود.

## خطرات
از آنجا که خون‌ریزی از خطرات مرتبط با عمل جراحی، TURP است، این عملیات برای بسیاری از بیماران با مشکلات قلبی در نظر گرفته نمی‌شود.

## عوارض بعد از عمل
عوارض بعد از عمل عبارتند از:
- خون‌ریزی (رایج ترین): خون‌ریزی ممکن است بعد از عمل رخ دهد و  با آنتی آندروژن مانند فیناستراید یا فلوتامید کاهش می‌یابد.
- احتباس لخته خون و درد لخته
- صدمه به جدار مثانه مانند پارگی (به ندرت)
- سندرم TURP: هیپوناترمی و مسمومیت آب (علائم شبیه سکته مغزی در یک بیمار سالمندان) ناشی از جذب بیش از حد مایع (به عنوان مثال ۳ تا ۴ لیتر) توسط سینوس‌های پروستات در طی عمل جراحی است. این عارضه می‌تواند به سردرگمی منجر شود، تغییر در وضعیت ذهنی، استفراغ، حالت تهوع، و حتی کما از علاعم این حالت است. برای جلوگیری از سندرم TURP:

۱) طول عمل جراحی TURP محدود به کمتر از یک ساعت در بسیاری از مراکز است. و ۲) مقدار آبی که به داخل رگ پروستات و سینوس‌های آن تزریق می‌شود را به حداقل کاهش می‌دهند.
- تنگی گردن مثانه
- بی‌اختیاری ادراری به دلیل مصدومیت در سیستم اسفنکتر خارجی
- انزال زود به دلیل بریدن قسمت داخلی سیستم اسفنکتر پروستات
- یکی از فواید برداشت پروستات از راه پیشابراه(TURP) آن است که با خطر کم مرگ و میر همراه است.